# あさみ順子
あさみ 順子（あさみ じゅんこ）は、神奈川県出身の日本のパズル作家。

## 人物
- 1975年神奈川県立光陵高等学校卒[1]。在学時には女性初の生徒会長に選出され、大学に現役合格した[1]。東京大学理学部生物学科卒。
- 情報誌「ぴあ」でパズルコーナー「パノラマ館」の編集者・作家を務めた後、1980年代後半に独立する。クロスワードパズルなどの言語系・ナンバープレースなどの数学系・迷路・ロジックパズルなど、様々なパズルを制作する。
- 掲載名義はあさみ順子の他、パズル花子、鹿島六月、スリランカ玉井などペンネーム多数。新聞、パズル誌、一般誌に加えて、近年は学研「脳が活性化する100日間パズル」シリーズのクロスワード部門を担当している。
- 自ら作詞作曲も行い、様々な音楽活動もしている。